# Lago Chapo
Lago Chapo är en sjö i Chile.   Den ligger i regionen Región de Los Lagos, i den södra delen av landet, 900 km söder om huvudstaden Santiago de Chile. Lago Chapo ligger 234 meter över havet. Arean är 50 kvadratkilometer. Den sträcker sig 11,5 kilometer i nord-sydlig riktning, och 13,7 kilometer i öst-västlig riktning.
I omgivningarna runt Lago Chapo växer i huvudsak blandskog. Runt Lago Chapo är det ganska tätbefolkat, med 78 invånare per kvadratkilometer.